# Cobra Kai
A Cobra Kai 2018-ban indult amerikai webes vígjáték-drámasorozat, mely a Karate kölyök-filmek folytatása. A sorozat a YouTube Premium nevű fizetős videomegosztó oldalon, és a Netflixen érhető el.
A sorozat az 1984-ben bemutatott első rész után 34 évvel játszódik, a főszerepben ismét Ralph Macchio és William Zabka látható, immár felnőttként. A történt szerint Johnny Lawrence (Zabka) újra megnyitja egykori dódzsóját, a Cobra Kai-t és eközben fiatalkori rivalizálása is újraéled az őt a legelső filmben egy karateversenyen legyőző Daniel LaRussóval (Macchio). Az egyes epizódokban számos utalás történik az eredeti filmekre és több korábbi szereplő is visszatér a képernyőre.
2020. augusztus 28-án a sorozatot átrakták a Netflixre az első két évaddal együtt. 2021. január 1-én megjelent a sorozat 3. évada is.
2023. január 20-án a készítők bejelentették, hogy a sorozat visszatér a hatodik, egyben utolsó évaddal.

## Összefoglalás
A Cobra Kai az első film után 34 évvel játszódik, középpontjában a kudarcot kudarcra halmozó, alkoholista Johnny Lawrence áll, aki a hírhedt Cobra Kai dódzsó újranyitásával próbálja meg helyrehozni életét. Ezzel régi rivalizálása is feléled a vele ellentétben sikeres Daniel LaRussóval. Látszólag tökéletes élete ellenére LaRusso is nehézségekkel küszködik, miután apjaként tisztelt mentora, Mr. Miyagi évekkel korábban meghalt.
A történet során Johnny iskolai zaklatástól és kiközösítéstől szenvedő tizenéveseket vesz a szárnyai alá és a Cobra Kai agresszív tanításaival önbizalmat ad nekik. Ám tanítványai hamarosan átesnek a ló túloldalára, különösen Johnny legelső és legjobb tanítványa, Miguel Diaz. Mindeközben Daniel – tudtán kívül – épp Johnny elkallódott fiát, Robby Keene-t kezdi el tanítgatni a Miyagi-féle karatéra, ezzel életcélt és pozitív életszemléletet adva a problémás fiatalnak.
Nemsokára Johnny és Daniel a tanítványain keresztül is szemben találja magát egymással.

## Epizódok
| Évad | Évad | Epizódok           | Eredeti sugárzás    | Eredeti adó         | Magyar sugárzás     | Magyar adó |
| ---- | ---- | ------------------ | ------------------- | ------------------- | ------------------- | ---------- |
|      | 1.   | 10                 | 2018. május 2.      | YouTube Red         | 2020. augusztus 28. |            |
|      | 2.   | 10                 | 2019. április 24.   | YouTube Premium     | 2020. augusztus 28. |            |
|      | 3.   | 10                 | 2021. január 1.     |                     | 2021. január 1.     |            |
|      | 4.   | 10                 | 2021. december 31.  | 2021. december 31.  |                     |            |
|      | 5.   | 10                 | 2022. szeptember 9. | 2022. szeptember 9. |                     |            |
|      | 6.   | 5                  | 2024. július 18.    | 2024. július 18.    |                     |            |
| 5    | 6.   | 2024. november 15. | 2024. november 15.  |                     |                     |            |
| 5    | 6.   | 2025. február 13.  | 2025. február 13.   |                     |                     |            |

## Szereplők

### Főszereplők
| Szereplő               | Színész             | Magyar hang                           | Évadok     | Évadok     | Évadok     | Évadok     | Évadok     | Évadok     |            |
| Szereplő               | Színész             | Magyar hang                           | 1          | 2          | 3          | 4          | 5          | 6          |            |
| ---------------------- | ------------------- | ------------------------------------- | ---------- | ---------- | ---------- | ---------- | ---------- | ---------- | ---------- |
| Daniel LaRusso         | Ralph Macchio       | Görög László Gacsal Ádám (fiatalon)   | Főszereplő | Főszereplő | Főszereplő | Főszereplő | Főszereplő | Főszereplő |            |
| Johnny Lawrence        | William Zabka       | Simon Kornél Hamvas Dániel (fiatalon) | Főszereplő | Főszereplő | Főszereplő | Főszereplő | Főszereplő | Főszereplő |            |
| Amanda LaRusso         | Courtney Henggeler  | Járó Zsuzsa                           | Főszereplő | Főszereplő | Főszereplő | Főszereplő | Főszereplő | Főszereplő |            |
| Miguel Diaz            | Xolo Maridueña      | Bauer Gergő                           | Főszereplő | Főszereplő | Főszereplő | Főszereplő | Főszereplő | Főszereplő |            |
| Robby Keene            | Tanner Buchanan     | Jéger Zsombor                         | Főszereplő | Főszereplő | Főszereplő | Főszereplő | Főszereplő | Főszereplő |            |
| Samantha LaRusso       | Mary Mouser         | Rudolf Szonja                         | Főszereplő | Főszereplő | Főszereplő | Főszereplő | Főszereplő | Főszereplő |            |
| Eli „Sólyom” Moskowitz | Jacob Bertrand      | Kenéz Ágoston                         | Mellék     | Főszereplő | Főszereplő | Főszereplő | Főszereplő | Főszereplő | Főszereplő |
| Demetri                | Gianni DeCenzo      | Tóth Márk                             | Mellék     | Főszereplő | Főszereplő | Főszereplő | Főszereplő | Mellék     |            |
| John Kreese            | Martin Kove         | Epres Attila                          | Visszatérő | Főszereplő | Főszereplő | Főszereplő | Főszereplő | Főszereplő |            |
| Carmen Diaz            | Vanessa Rubio       | Bartsch Kata                          | Mellék     | Mellék     | Mellék     | Főszereplő | Főszereplő | Főszereplő |            |
| Tory Nichols           | Peyton List         | Gáspár Kata                           |            | Mellék     | Mellék     | Főszereplő | Főszereplő | Főszereplő |            |
| Terry Silver           | Thomas Ian Griffith | Hirtling István                       |            |            |            | Főszereplő | Főszereplő | Főszereplő |            |
| Kenny Payne            | Dallas Dupree Young | Kretz Boldizsár                       |            |            |            |            | Mellék     | Főszereplő |            |

### Mellékszereplők
| Anthony LaRusso    | Griffin Santopietro | Gáll Dávid Chris brown | Joe Seo | Csiby Gergely |
| Louie LaRusso, Jr. | Bret Ernst          | Pál András             |         |               |
| Sid Weinberg       | Edward Asner        | Horányi László         |         |               |
| Anoush             | Dan Ahdoot          | Kovács Lehel           |         |               |

- Nichole Brown – Aisha Robinson
- Connor Murdock – Kev
- Hannah Kepple – Moon
- Gabe Bowles – Tim
- Owen Morgan – Bert
- Annalisa Cochrane – Yasmine
- Cameron Markeles – Frank
- Denzel K Williams – Caleb
- Bo Mitchell – Brucks
- Jonathan Mercedes – A.J.
- Susan Gallagher – Lynn
- Kwajalyn Brown – Sheila
- Terayle Hill – Trey
- Rose Bianco – Rosa Diaz
- Diora Baird – Shannon Keene
- Erin Bradley Dangar – Blatt iskolai tanácsadó

### Vendégszereplők
| Szereplő              | Színész                            | Magyar hang    |
| --------------------- | ---------------------------------- | -------------- |
| Lucille LaRusso       | Randee Heller                      | Vándor Éva     |
| Mr. Miyagi            | Pat Morita (archív felvételen)     | Harsányi Gábor |
| Verseny műsorvezetője | Bret Ernst (archív felvételen)     | Csuha Lajos    |
| Bíró                  | Pat E. Johnson (archív felvételen) | Sipos Imre     |
| Tom Cole              | David Shatraw                      | Jakab Csaba    |
| Armand Zarkarian      | Ken Davitian                       | Papp János     |
| Ali Mills             | Elisabeth Shue                     | Horváth Lili   |

## A sorozat készítése
2017. augusztus 4-én jelentették be a sorozatot, miután a YouTube megrendelte a tíz darab, egyenként félórás epizódból álló első évadot. A Cobra Kai forgatókönyvírója és vezető producere Josh Heald, Jon Hurwitz és Hayden Schlossberg lett. Hurwitz és Schlossberg rendezőként is részt vett az első évad több részének elkészítésében. James Lassiter és Caleeb Pinkett szintén vezető producerként csatlakozott a produkció elkészítéséhez.

### Szereplőválogatás
A sorozat bejelentésével egyidőben tették közzé a hírt, miszerint William Zabka és Ralph Macchio is főszereplőként tér vissza, mint az első filmben szereplő Johnny Lawrence, illetve Daniel LaRusso. 2017. október 24-én a többi főszereplőt is bemutatták, köztük Xolo Maridueñát, Mary Mousert, Tanner Buchanant és Courtney Henggelert. Ed Asner vendégszereplésének tényét is megerősítették, aki Sid Weinberget, Johnny gazdag és makacs, immár felnőtt mostohafia ballépéseit egyre türelmetlenebbül viselő mostohaapját alakítja a sorozatban.
2018. május 24-én derült ki, hogy Martin Kove – az első évad végének cameomegjelenése után – a második évadban állandó szereplőként is látható lesz John Kreese szerepében. Ralph Macchio, William Zabka, Xolo Mariduena, Tanner Buchanan, Mary Mouser és Courtney Henggeler szintén visszatér majd a második évadban. Új szereplőként csatlakozott a Disneyből kilépett Peyton List és Paul Walter Hauser is a második évadban, valamint a Karate kölyök-ből ismert színészek, Bob Garrison, Ron Thomas és Tony O'Dell vendégszerepeltek a második évad hatodik részében (Thomas még egyszer utoljára visszatért a harmadik és a hatodik évadban).
A harmadik évadban több szereplő visszatért a Karate kölyök-ből és a Karate kölyök 2.-ből egyaránt, többek között Yuji Okumoto, Tamlyn Tomita, Traci Toguchi és Elisabeth Shue. Illetve új szereplőként csatlakozott Omea Eme-Akvari, mint Robby folyamatos szekálója a javítóintézetben, Shawn Payne. A negyedik évadban visszatért Thomas Ian Griffith, mint Terry Silver, akinek egyébként ez az első szereplése a színészetben a visszavonulása óta. Új szereplőként a negyedik évadban csatlakozott Dallas Dupree Young, mint Kenny Payne, Shawn testvére és Oona O'Brien, mint Devon Lee. Carrie Underwood énekes vendégszerepelt a negyedik évad kilencedik részében, aki elénekelte a Survivor együttes ''Moment of Truth" című számát.
Két szereplő is visszatért a Karate kölyök 3.-ból az ötödik évadban: Sean Kanan, mint Mike Barnes és Robyn Lively, mint Jessica Andrews, Amanda kuzinja. Új szereplőként csatlakozott Alicia Hannah-Kim, mint Kim Da-eun, Kim Sun-Yung szenszei unokája, illetve bejelentésre került, hogy C.S. Lee is csatlakozott a szereplőgárdához a hatodik, utolsó évadban, mint maga Kim Sun-Yung szenszei.

### Forgatás
Az első évad forgatása 2017 októberében kezdődött el Atlantában, és decemberben ért véget. A második évad forgatása 2018. október 15-én kezdődött el Marrietában, és decemberben ért véget. A harmadik évad forgatása 2019-ben volt Atlantában, mielőtt a Netflix megvásárolta volna a sorozat jogait. A negyedik évad forgatása 2021. február 26-án kezdődött el Atlantában, és április 30-án ért véget. Az ötödik évad forgatása 2021 szeptemberében kezdődött el, és decemberben ért véget. A hatodik, utolsó évad forgatása a 2023-as hollywoodi színészsztrájk után 2024 februárjában kezdődött el Atlantában, és június 10-én ért véget.

## Fogadtatás

### Kritikai visszhang
A sorozat fogadtatása a kritikusok részéről pozitív volt. A Rotten Tomatoes-on 100%-os értékelésen áll, a kritikai összegzés szerint a Cobra Kai jó értelemben érzelgős és nosztalgikus hangulatát, illetve a tizenévesek szorongásainak bemutatását a jól megírt karakterek is erősítik. A Metacritic oldalon a sorozat súlyozott átlaga 100-ból 69 lett (18 kritikus véleménye alapján).

### Nézettségi adatok
Az első, ingyenesen közzétett epizódot a feltöltés utáni 24 órában 5,4 millió alkalommal tekintették meg.

## Fordítás
- Ez a szócikk részben vagy egészben  a   Cobra Kai című angol Wikipédia-szócikk fordításán alapul.  Az eredeti cikk szerkesztőit annak laptörténete sorolja fel. Ez a jelzés csupán a megfogalmazás eredetét és a szerzői jogokat jelzi, nem szolgál a cikkben szereplő információk forrásmegjelöléseként.